# Mossavattnet (Vibyggerå socken, Ångermanland)
Mossavattnet är en sjö i Kramfors kommun i Ångermanland och ingår i Nätraån-Ångermanälvens kustområde. Sjön har en area på 0,0982 kvadratkilometer och ligger 225,4 meter över havet. Sjön avvattnas av vattendraget Dockstaån (Utanskogsån).

## Delavrinningsområde
Mossavattnet ingår i det delavrinningsområde (700854-162019) som SMHI kallar för Ovan 700468-162067. Medelhöjden är 309 meter över havet och ytan är 13,38 kvadratkilometer. Det finns inga avrinningsområden uppströms utan avrinningsområdet är högsta punkten. Avrinningsområdets utflöde Dockstaån (Utanskogsån) mynnar i havet. Avrinningsområdet består mestadels av skog (90 procent). Avrinningsområdet har 0,1 kvadratkilometer vattenytor vilket ger det en sjöprocent på 0,7 procent.